# Центральний парк культури і відпочинку імені Лесі Українки
Центральний парк культури і відпочинку імені Лесі Українки (колективне підприємство «Центральний парк культури і відпочинку ім. Лесі Українки») — міський комунальний парк у Луцьку, традиційне місце відпочинку і дозвілля багатьох лучан і гостей міста. Розташований біля Стиру на вулиці Глушець — між старим і новим центром Луцька. Рік заснування парку — 1964. Площа становить 60 га.
Директор колективного підприємства «Центральний парк культури і відпочинку імені Лесі Українки» — Віталій Васильович Цапюк.

## Загальні дані

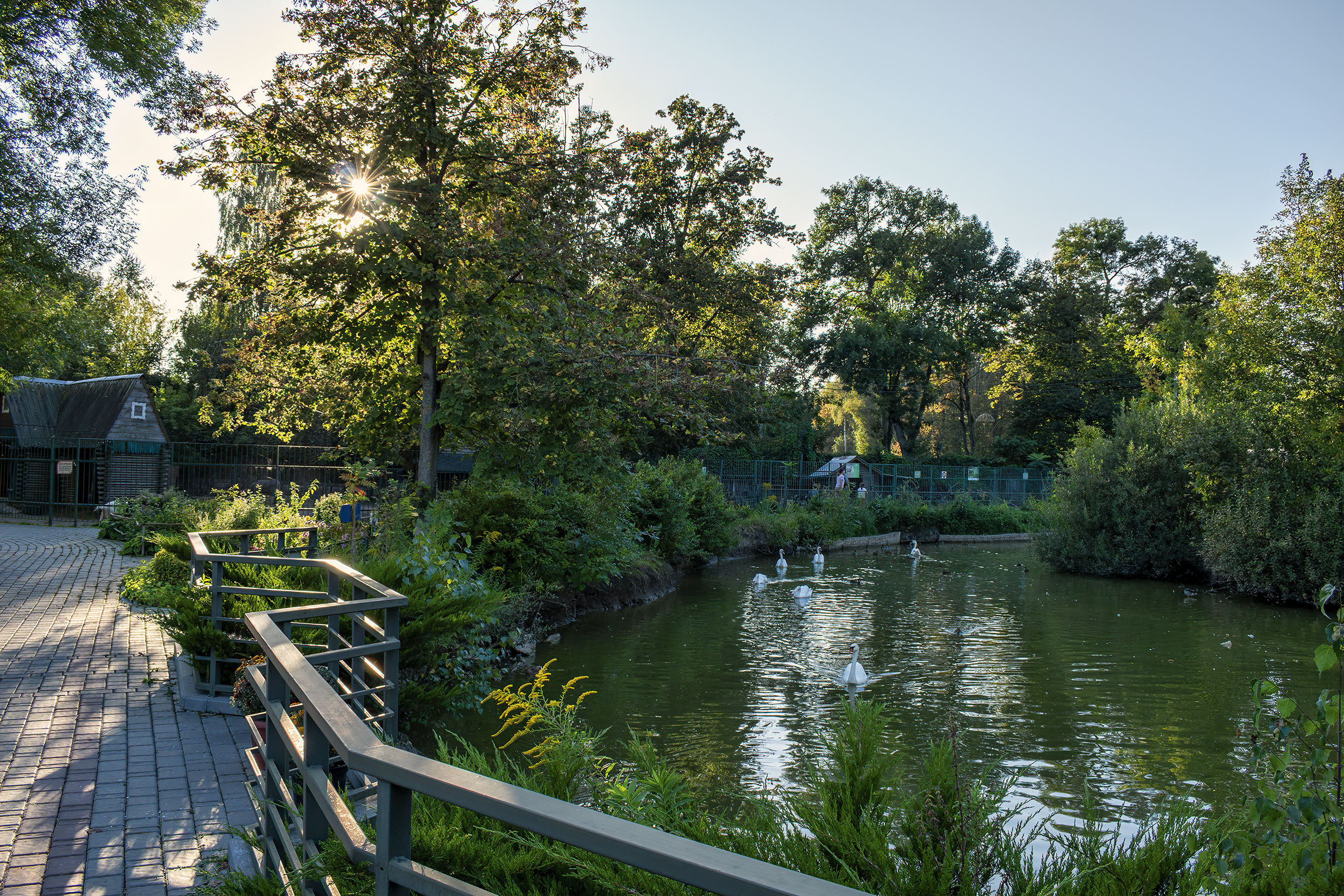
Ставок у Луцькому зоопарку,

Об'єкти дозвілля на території парку:
- Тематично оформлені алеї: «Алея парасольок», «Алея ліхтарів», «Алея казок» зі скульптурами Миколи Голованя.
- Територія розваг «Луцький парк атракціонів», де щодня з 12 до 20 год. в сезон або на замовлення в будь-який інший період працюють як новіші 2000—2019 років випуску атракціони (автодром «Дрифт», «Ланцюжки дорослі», «Вальс», «Коники», «Дитячий потяг», «Дитячі ланцюжки»), так і класичні, відновлені (36-метрове «Колесо огляду», «Веселі гірки», «Орбіта», «Дитячі ланцюжки»).
- Естрадна сцена «Ротонда» (нині «Rotonda Beach Club») з басейном.
- Луцький зоопарк.
- Орнітологічний заповідник «Пташиний гай».
- Луцький іподром.
- Дитяче містечко «Диво».
- Дамба вздовж річки Стир, якою пролягає пішохідно-велосипедна доріжка.
- Пляж і причал на березі річки Стир.
- Спортивна школа «Спартак».
- Комплекс «Луцька Венеція» з кафе на воді та прокатом човнів по каналах парку.
- Групи споруд комерційного призначення (літні майданчики, торгові лотки).

Також на території парку знаходиться Євангельська церква «Благодать».

## Історія

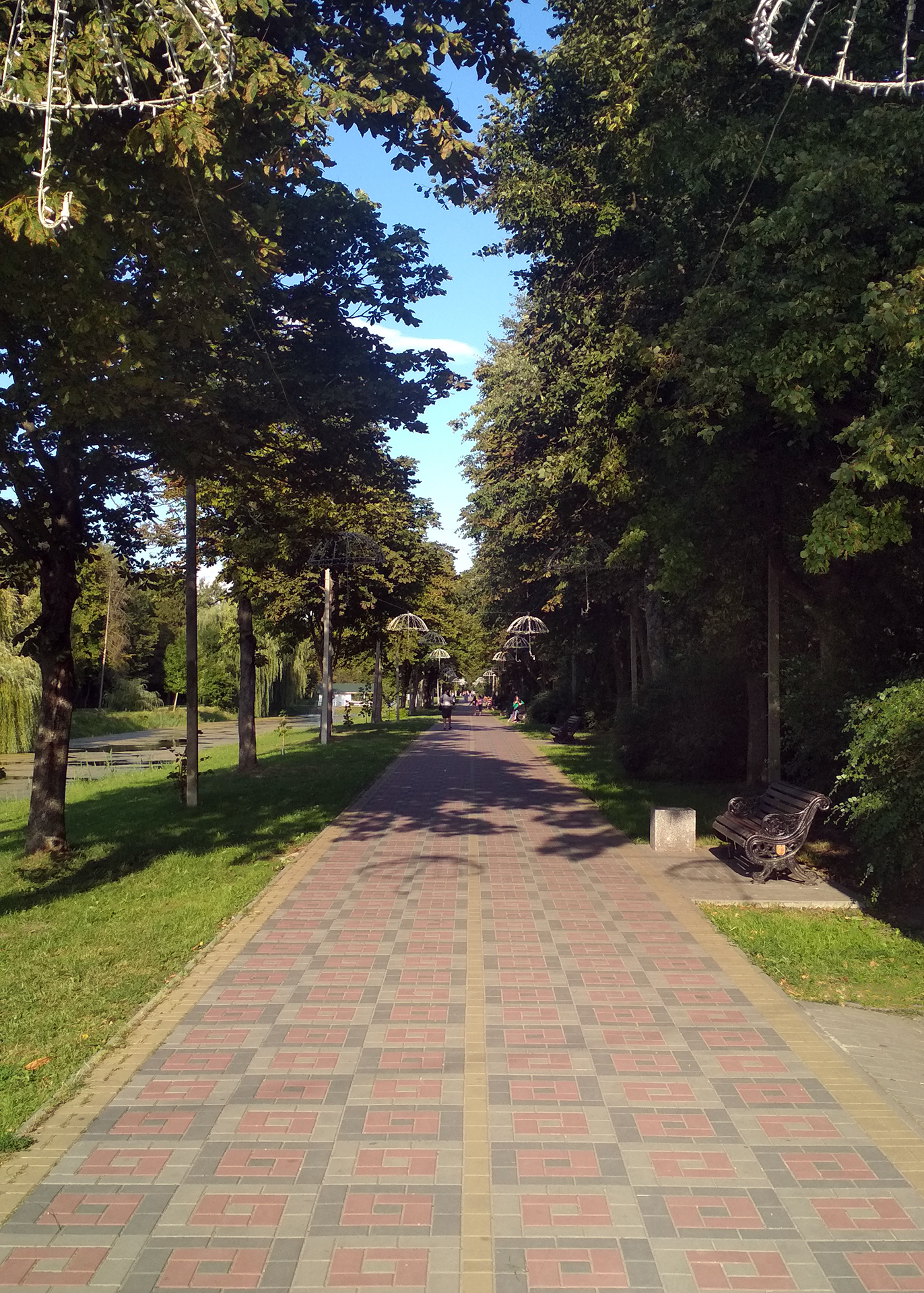
«Алея парасольок»

Територія нинішнього парку початково була заболоченою. У зв'язку з плануванням магістралі у 1926 році було розпочато осушення річки Глушець (одне з русел Стиру). Також планувалося висадити неподалік фруктові сади і хміль. Паралельно насипалася земляна дамба, і в 1933 році на осушеній території було засновано сквер, який потім став парком. В плані генеральної розбудови міста 1937 року за проектом Юзефа Новака планувалося створити на звільненій від заболочення території новий квартал Луцька. Будівля для працівників магістрату була завершена до Другої світової війни і розміщена на нинішній вулиці Глушець.
Після війни територію стало періодично затоплювати, а вулиця на місці річки Глушець була вимощена бруківкою та отримала назву Молодіжна. Новий генеральний план розбудови Луцька 1952 року передбачав створення парку та оглядового майданчика перед ним, які разом із обласним комітетом комуністичної партії (сучасний головний корпус ВНУ ім. Лесі Українки) мали утворювати єдиний ансамбль. Роботи почалися в 1961 році за проектом групи архітекторів на чолі з М. Самбуровим. Проте головна алея проходила під кутом до осі, утворюваної обласним комітетом і оглядовим майданчиком, через неврахування особливостей ландшафту. Як наслідок весь парк змінив розташування. Власне парк був відкритий 1964 року і названий на честь Юрія Гагаріна.
Невдовзі після відкриття з'явилися літній кінотеатр «Космос», танцювальний майданчик, тир, парашутна вежа. У 1971 році почалося будівництво атракціонів, зокрема колеса огляду. Того ж року парк було перейменовано на честь Лесі Українки.
Наприкінці 1970-х був завершений кіноконцертний майданчик «Ротонда», здатний вміщувати до 1200 глядачів. Біля атракціонів збудували танцювальний майданчик, а в червні 1978 року відкрився зоопарк. Неподалік від дамби було створено дитячий автодром. Останнім масштабним будівництвом стало дитяче містечко «Диво», яким керував архітектор Ярослав Матвіїв. Також було збудовано веслувальну «водну станцію», спортивний комплекс «Спартак» і спортивну базу товариства «Трудові резерви».
З часом, впродовж 1970-1980-х років, парк став заростати, а береги Стиру та осушувальних каналів руйнуватися. В 1990-х вийшла з ладу насосна станція, що прискорило заболочення парку, а сам парк занепав. Пізніше серед причин називалися початкові помилки в проекті та розширення навколишньої інфраструктури.
Впродовж 2010-х почалося облаштування парку. Відбувалося зрізування старих дерев, насадження молодих, чищення каналів. Було відновлено роботу насосної станції. У 2017 році кіноконцертний майданчик «Ротонда» було реконструйовано та облаштовано всередині басейн. Також у 2017 було розпочато капітальну реконструкцію парку: розчищено центральний пляж, русло річки Стир за приміщенням ФСТ «Спартак», відреставровано сходи до Стиру. Для запобігання розростанню ряски в осушувальних каналах їх було зариблено білим амуром та товстолобом. Упродовж 2018 року відбулася реконструкція головних алей, їх було викладено бруківкою (доти переважно були заасфальтовані), встановлено освітлення, замінено лавки та смітники. Було облаштовано «Алею ліхтарів» з унікальними світильниками, проспонсорованими різними підприємствами Луцька.
Окремою гілкою розвитку парку була і є територія розваг «Луцький парк атракціонів», що став прикладом унікального для України випадку збереження в технічно справному та робочому стані комунальних атракціонів, що встановлювались в 60-80-х роках минулого століття. Всі вони були — вітчизняного виробництва. Найстарші — дитячі гойдалки 1963 року випуску; наймолодша «Орбіта» — 1989. Впродовж 2000-х закуплялися нові атракціони: «Вальс» 2005 року випуску, «Ланцюжки» (дорослі) 2008, «Коники» 2010. В 2017 році старі атракціони було виставлено на аукціон. Влітку 2020 демонтували низку старих атракціонів через незадовільний технічний стан та закінчення терміну експлуатації: гойдалки «Човники», гойдалка «Берізка», атракціон «Веселий поїзд „Північ“», «Сонечко». В 2019 на автодром закуплено нові мініавтомобілі
В квітні 2021 року на території парку відбувався пленер «Трансформація», в рамках якого низкою волинських професійних митців і учнів мистецьких закладів створено еко-скульптури із хмизу. Авторка і кураторка ідеї пленеру — Тетяна Мялковська. В липні 2021 року в парку, на алеї, що веде до зоопарку, встановлено металеві скульптури слона та динозавра.

## Світлини

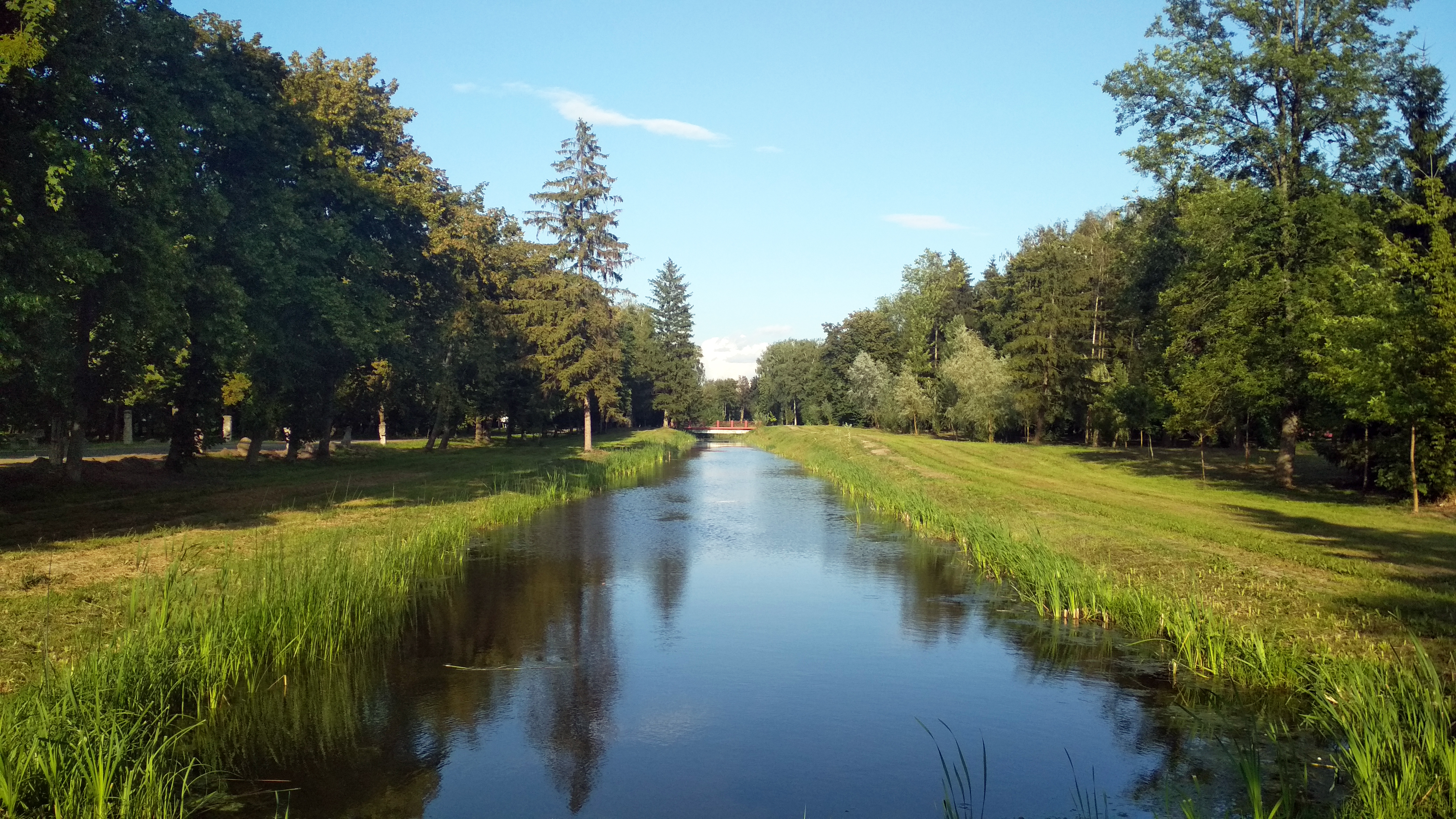
Осушувальний канал
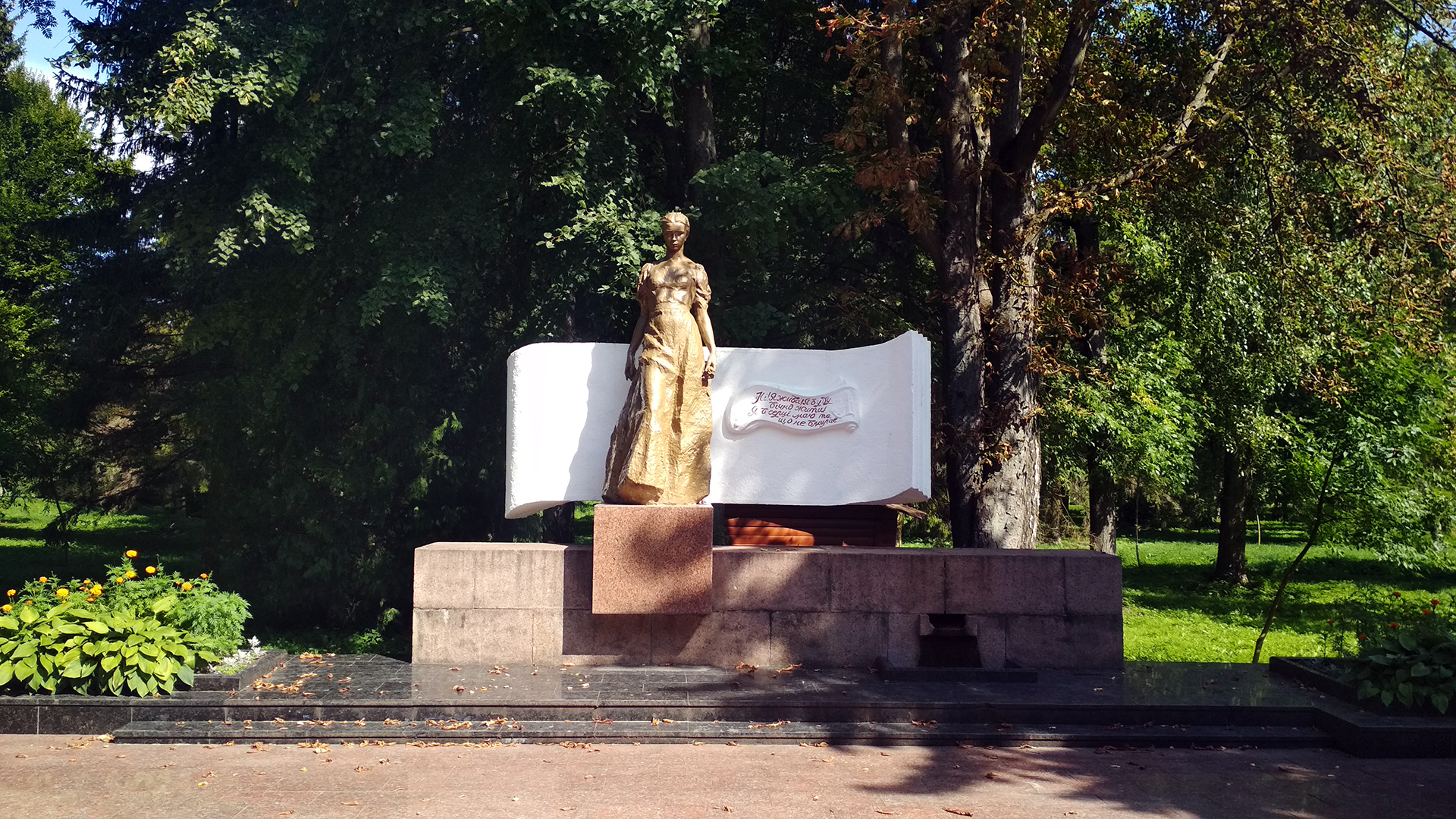
Пам'ятник Лесі Українці
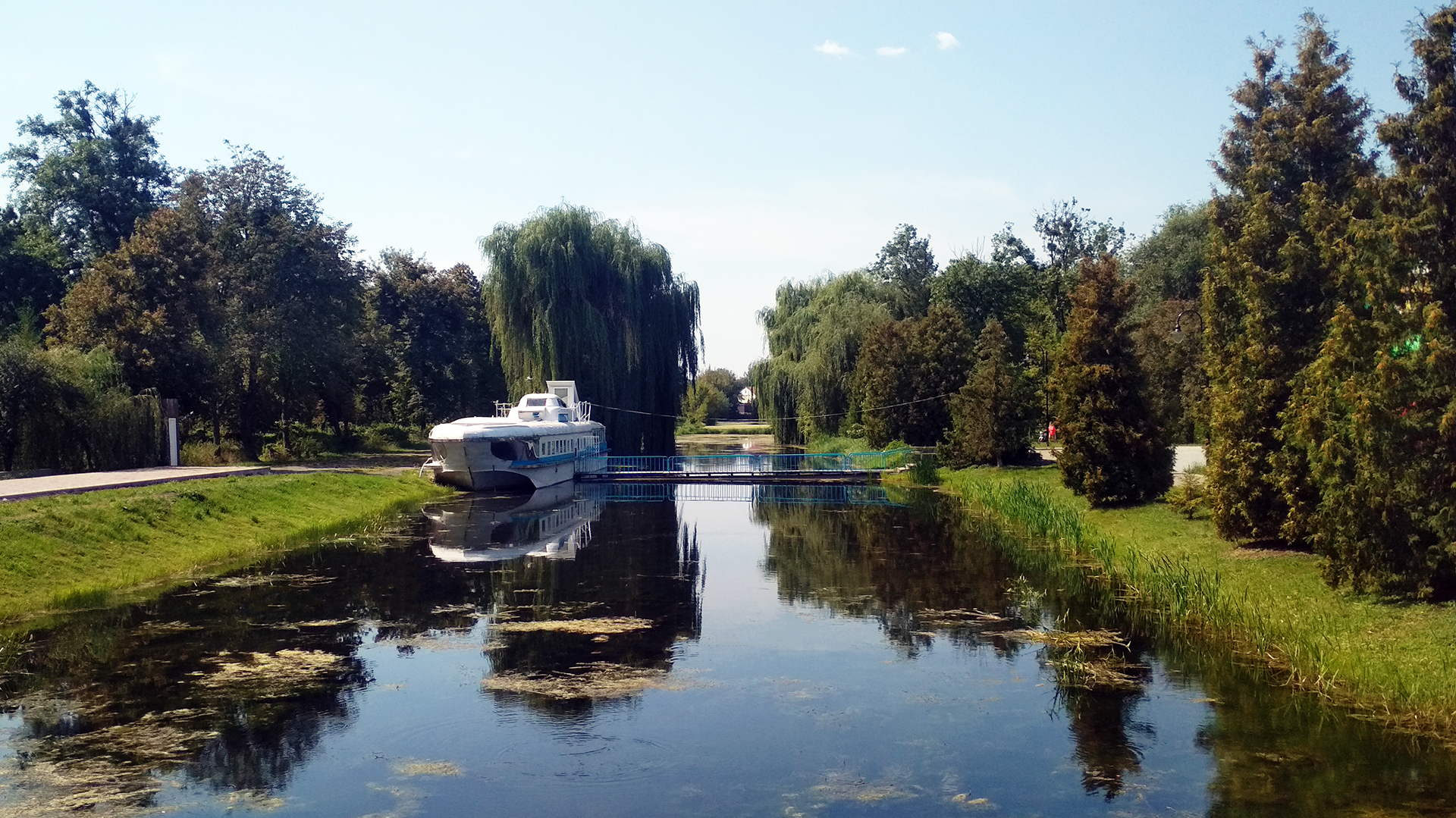
Кафе «Бригантина» в каналі
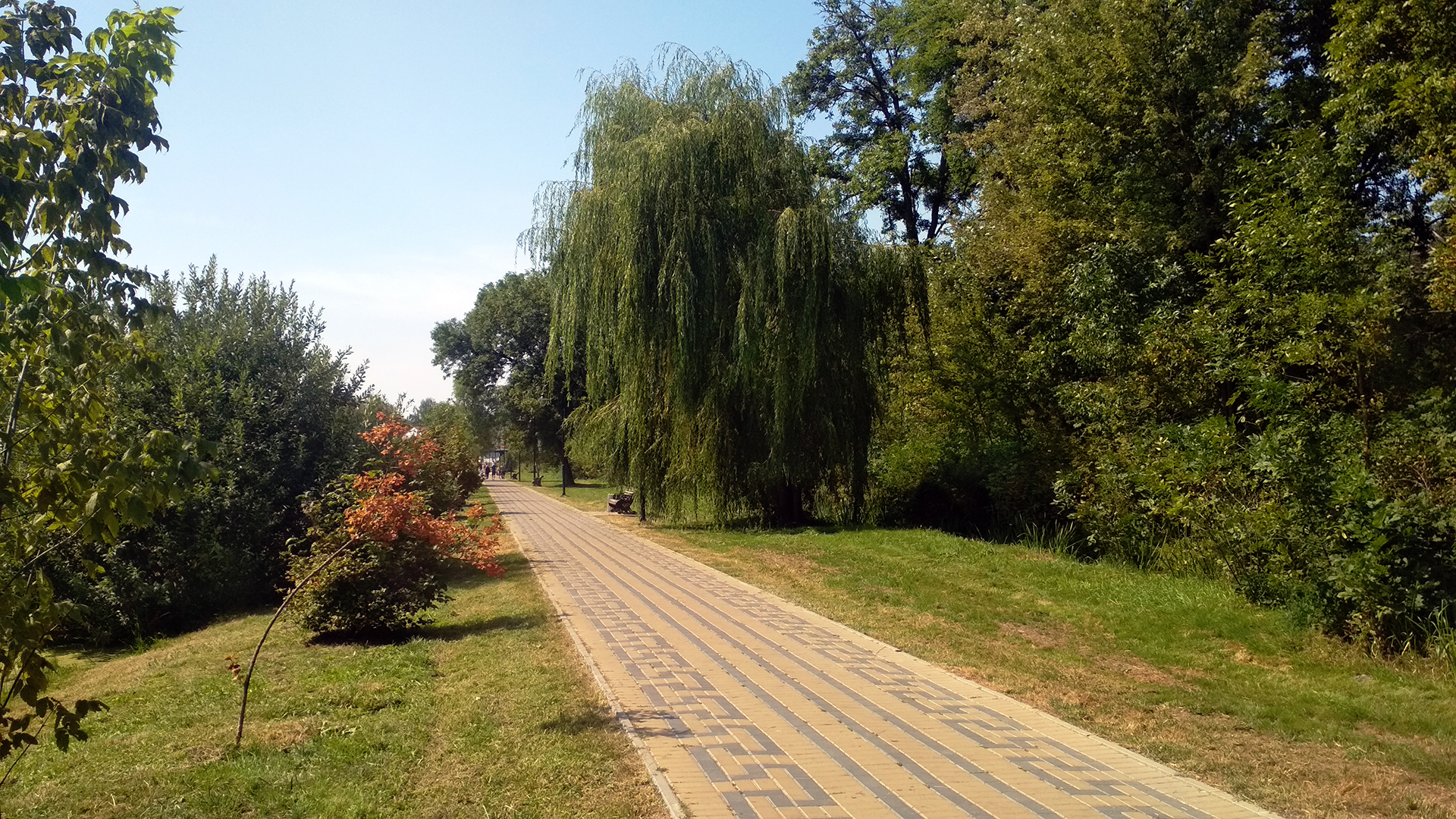
Бічна алея
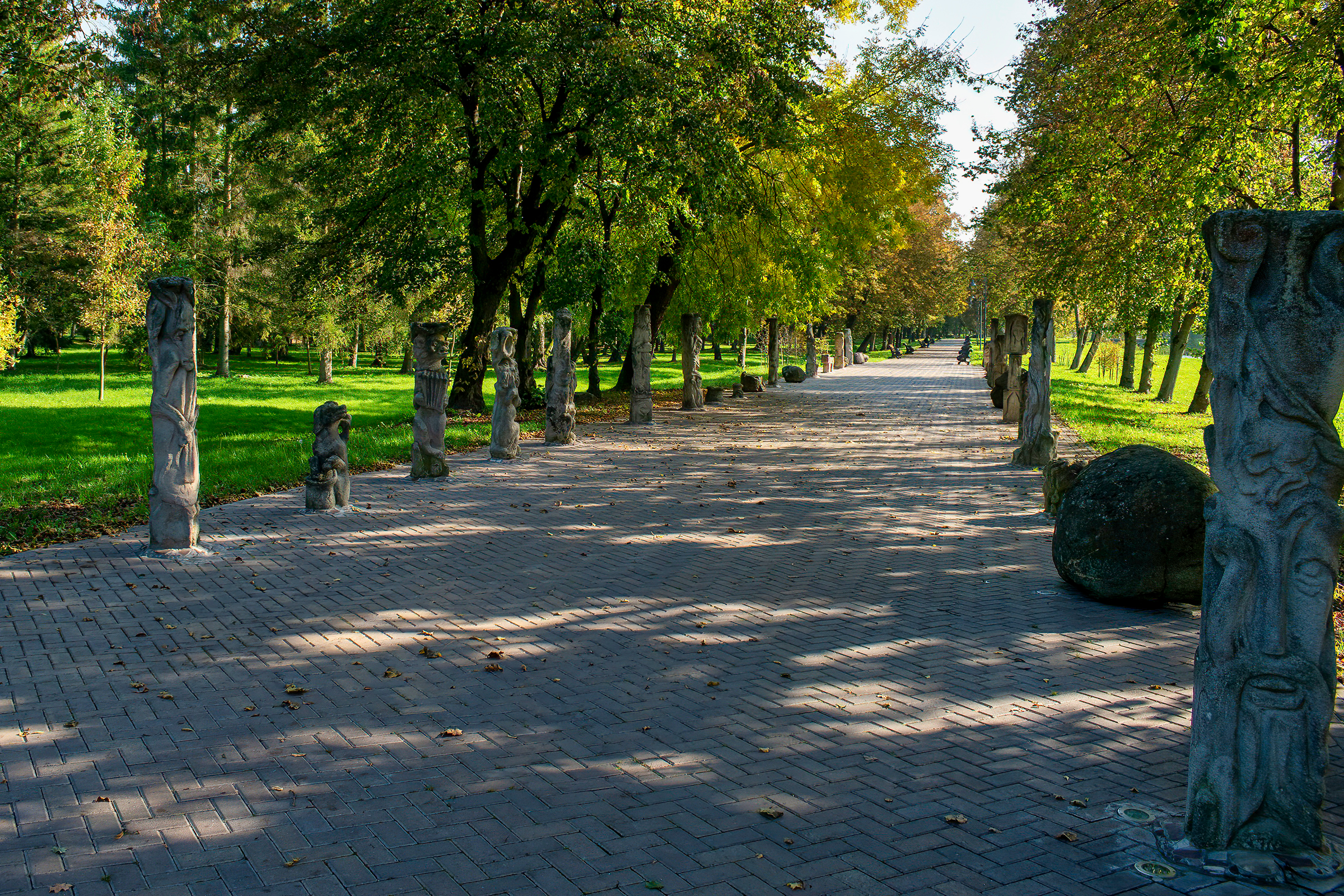
Алея скульптур Миколи Голованя
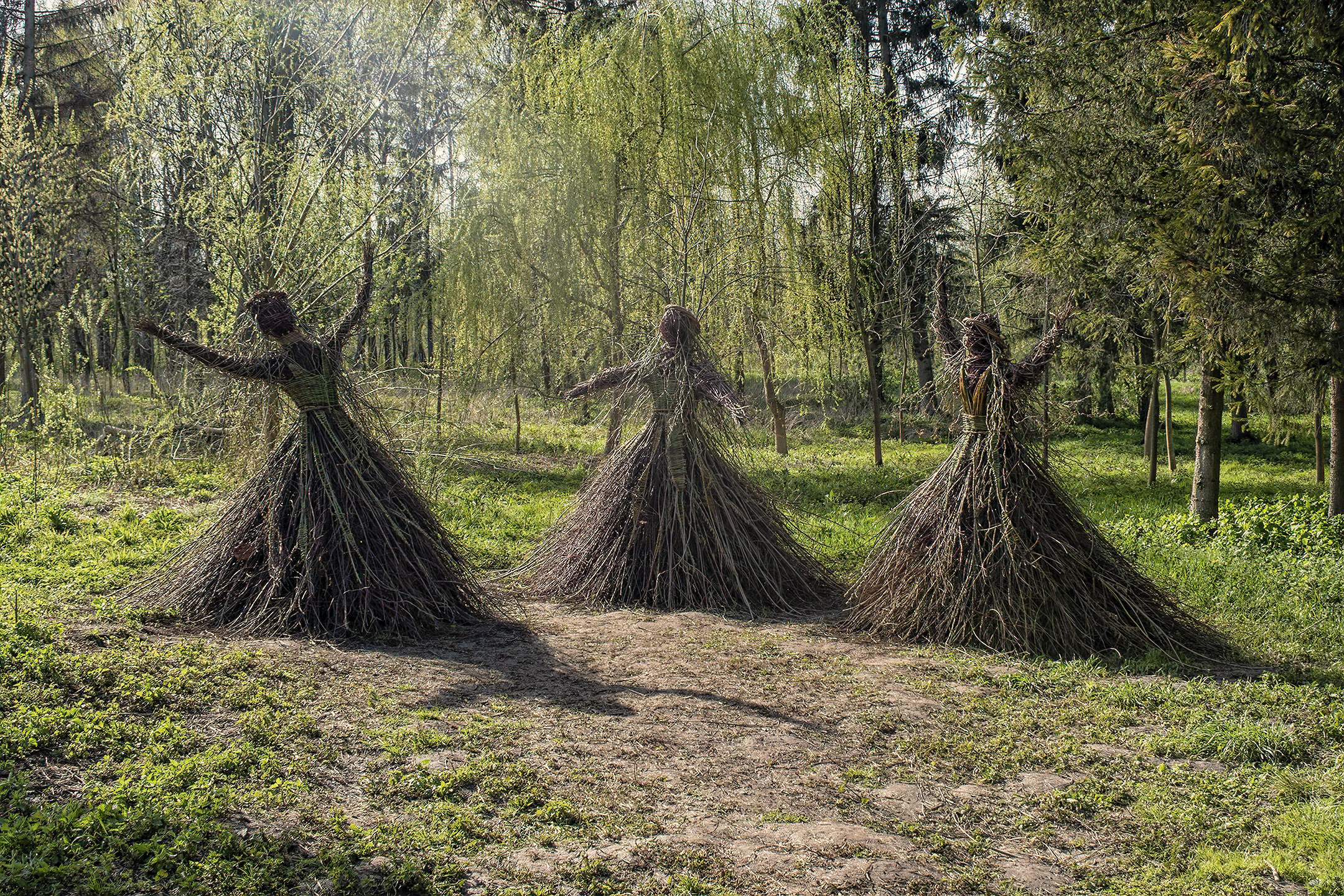
Еко-скульптури «Пробудження лісових мавок»

## Виноски
1. ↑  Пояснювальна записка до генерального плану м. Луцька. — Київ: УДНДІПМ «Діпромісто», 2009.- 225 с.
2. ↑  Концепція реконструкції прибережної лінії річки Стир в Центральному парку культури і відпочинку імені Лесі Українки Луцька. ARIVA URBAN. Архів оригіналу за 6 серпня 2019. Процитовано 06.08.2019. [Архівовано 2019-08-06 у Wayback Machine.]
3. ↑  Блиск та злиденність луцького центрального парку (ФОТОРЕПОРТАЖ). Конкурент. Архів оригіналу за 6 серпня 2019. Процитовано 06.08.2019.
4. ↑  вулиця Глушець // Пясецький В., Мандзюк Ф. Вулиці і майдани Луцька. Історико-краєзнавчий довідник., Луцьк: Видавництво обласної друкарні., 2005 ISBN 966-361-050-6, стор. 75
5. 1 2  Пясецький, В. Е.; Мандзюк, Ф. Г. (2005). Вулиці і майдани Луцька: історико-краєзнавчий довідник. Луцьк: Волинська обласна друкарня. с. 74—76.
6. 1 2  Центральний парк культури і відпочинку ім. Лесі Українки | LutskOnline (Луцьк Онлайн). LutskOnline (Луцьк Онлайн) — афіша подій Луцька (укр.). 4 серпня 2017. Архів оригіналу за 3 листопада 2019. Процитовано 3 листопада 2019.
7. ↑  Луцький парк перетворюється на болото. Влада бездіяльна. vidomosti-ua.com (укр.). Архів оригіналу за 3 листопада 2019. Процитовано 3 листопада 2019.
8. ↑  У центральному парку Луцька наведуть марафет. ВолиньPost. Архів оригіналу за 6 березня 2016. Процитовано 13 жовтня 2015.
9. ↑  New "Ротонда": посеред луцького парку буде пляж (фото). Конкурент (укр.). Архів оригіналу за 4 серпня 2019. Процитовано 4 серпня 2019.
10. ↑  Як змінився центральний парк Луцька (фото). Конкурент. Архів оригіналу за 19 травня 2021. Процитовано 19 травня 2021.
11. ↑  Як за два роки змінився центральний парк Луцька. Волинські новини. Архів оригіналу за 4 серпня 2019. Процитовано 4 серпня 2019.
12. 1 2  Для луцького парку хочуть придбати нові атракціони. Волинські новини. Архів оригіналу за 17 липня 2021. Процитовано 17 липня 2021.
13. ↑  Які атракціони зноситимуть у луцькому парку. Волинь24 (англ.). Архів оригіналу за 17 липня 2021. Процитовано 17 липня 2021.
14. ↑  У Центральному парку в Луцьку демонтують найстаріші атракціони. Волинські новини. Архів оригіналу за 17 липня 2021. Процитовано 17 липня 2021.
15. ↑  «Автопарк» атракціонів у Луцьку поповнили новими машинками. ФОТО. volyn.tabloyid.com. Архів оригіналу за 17 липня 2021. Процитовано 17 липня 2021.
16. ↑  У центральному парку Луцька презентували результати еко-пленеру «Трансформація». Волинь Online (англ.). 29 квітня 2021. Архів оригіналу за 5 травня 2021. Процитовано 3 травня 2021.
17. ↑  Луцький НТУ взяв участь в унікальному еко арт пленері. Луцький НТУ (укр.). Архів оригіналу за 8 травня 2021. Процитовано 3 травня 2021. [Архівовано 2021-05-08 у Wayback Machine.]
18. ↑  У луцькому парку встановили скульптури слона та динозавра. ФОТО. volyn.tabloyid.com. Архів оригіналу за 17 липня 2021. Процитовано 17 липня 2021.